# Димитър Митков (футболист)
Вижте пояснителната страница за други личности с името Димитър Митков.
Димитър Митков е български футболист, нападател на ПФК Локомотив (София)..

## Кариера
Димитър Митков е роден във Варна, започва да тренира футбол в отбора на Спартак (Варна), през 2015 г. е забелязан от скаутите на Лудогорец (Разград) и е привлечен в отбора, един сезон тренира в ДЮШ на Ботев (Пловдив) но през 2016 г. се завръща отново в Лудогорец (Разград). От 2018 г. играе във втория отбор на разградчани. Прави дебют в първия отбор през 2020 г.